# Nyomi Banxxx
Amanda Dee (* 14. října 1972), známá především jako Nyomi Banxxx, je americká pornoherečka.

## Ocenění a nominace
- 2007 AVN Award nominee – Best Oral Sex Scene, Film - Manhunters[1]
- 2009 Urban X Awards winner – Best MILF Performer[2]
- 2010 AVN Award nominee – Best Original Song - "Goin' on In" in The Jeffersons: A XXX Parody[3]
- 2011 XRCO Award nominee – Unsung Siren[4]
- 2011 XBiz Award nominee – Acting Performance of the Year, Female - Official Friday Parody[5]
- 2011 AVN Award nominee – Best Actress - Fatally Obsessed[6]
- 2011 AVN Award nominee – Unsung Starlet of the Year[6]
- 2011 AVN Award nominee – Best Oral Sex Scene - Throat Injection 3[6]
- 2011 Urban X Awards winner – Female Performer of the Year [7]
- 2011 Urban X Awards winner – Best Anal Sex Scene - Dynamic Booty 5 [7]
- 2013 XBIZ Award nominee - 'Best Actress - Parody Release' - Training Day: A Pleasure Dynasty Parody[8]